# 中野龍雄
中野 龍雄（なかの たつお、1965年6月16日 - ）は、日本のプロレスラー。茨城県下妻市出身。身長172cm、体重88kg。現在のリングネームは中野 巽耀（たつあき、"巽の部首は己でなく巳が正しい表記"）である。

## 来歴
学生時代は柔道に打ち込むかたわら、藤波辰爾にあこがれプロレスラーを志す。中学3年生時に地元市議会議員を通じ国際プロレスを紹介され、ラッシャー木村に入門を直訴したが、体が小さかったためかなわなかった。
その後上京し、仕事の傍らトレーニングを積み、当時木村が所属していた旧UWFの入門テストを受け、合格し入門する。入門テストの場には木村も姿を見せ、中野の姿を見ると嬉しそうに微笑んだという。
1984年8月29日、高崎市中央体育館における廣松智戦でデビュー。
1986年、新日本プロレスとUWFの業務提携時は、新日本の若手の船木優治・野上彰組に、安生洋二とタッグを組んで臨んだ試合はUWFスタイルと新日本スタイルが融合する好試合となり前座の名物カードとなった。
1987年、新日本プロレスのヤングライオン杯に出場。
1988年4月、新生UWFの旗揚げに参加。
新生UWFでは無骨なキャラクターと正面から立ち向かうスタイルで会場人気を集め、特に博多スターレーン大会では、内藤恒仁戦で見せた「しゃちほこ固め」は当時のファンに強烈な印象を残し、客席から「俺は中野が好きだぁー」「俺もだぁー」の声がするほどの支持を得て「博多男」と呼ばれた。
新生UWF解散後は高田延彦のUWFインターナショナルに参加。ベイダー初参戦の相手を勤めたが、秒殺KOされる。なおこの対戦は、中野のキャラクターにほれ込んだ、ある週刊プロレス記者の熱烈なプッシュにより実現したとされる。
1995年10月9日、UWFインターナショナルと新日本プロレスの対抗戦では、東京ドームのセミファイナルで橋本真也と激突。40kgの体重差を見せ付けられ、7分少々で、垂直落下DDTからの三角絞めでギブアップ敗北を喫してしまい、橋本からは「役不足。蹴りだけじゃ勝てないよ」と失格の烙印を押されてしまう。ただし、9月に行われた前哨戦では、安生洋二とのコンビで長州力・永田裕志組と対戦し、永田から十字固めでギブアップを奪っている。
その後もUのリングで、佐々木健介、長州力と激突するが敗れる。このころ、Uの同志対決でも後輩の山本健一（現・山本喧一）や高山善廣に敗れたりと、負けが続く。
1996年、離脱後は全日本プロレス、WARなどを筆頭に、各インディー団体で活躍。
1998年、シュートボクシングのリングでエマニュエル・ヤーブローとバーリトゥード戦を行うが、1分足らずで敗退。何戦か総合格闘技の試合を行うが戦績は芳しくない。

## 人物
負けん気の強さが持ち味で頻繁に鼻血を出す。ゴング前の握手にはまず応じない。また、試合前のインタビューの時に落ち着きがなく、体を常に痙攣させているのも特徴。
他の入門者と違い、俗にいう“UWFスタイル”への思い入れは薄い。自身のファイトスタイルを「入門時に刷り込まれたものを実践しているだけ」としている。

## 得意技
体格に恵まれない分を気迫と根性で補うファイトが信条。試合内容は典型的なUWFスタイルである。
- しゃちほこ固め

相手の体を急角度で搾り上げる片逆エビ固め。その搾り上げる様がしゃちほこを思わせるため名付けられた。中野の代名詞的な技。
- ジャーマン・スープレックス
- キック
- 掌打
- 腕挫ぎ十字固め
- 膝蹴り

## 戦績
| 総合格闘技 戦績 | 総合格闘技 戦績 | 総合格闘技 戦績 | 総合格闘技 戦績 | 総合格闘技 戦績 | 総合格闘技 戦績 | 総合格闘技 戦績 |
| --------------- | --------------- | --------------- | --------------- | --------------- | --------------- | --------------- |
| 2 試合          | (T)KO           | 一本            | 判定            | その他          | 引き分け        | 無効試合        |
| 0 勝            | 0               | 0               | 0               | 0               | 0               | 0               |
| 2 敗            | 0               | 2               | 0               | 0               | 0               | 0               |

| 勝敗 | 対戦相手                 | 試合結果                   | 大会名                                  | 開催年月日    |
| ×    | ドス・カラスJr           | 1R 4:05 チョークスリーパー | DEEP2001 6th IMPACT in ARIAKE COLOSSEUM | 2002年9月7日  |
| ×    | エマニュエル・ヤーブロー | 1R 1:17 上四方固め         | SHOOT THE SHOOTO XX                     | 1998年4月26日 |

## 入場テーマ曲
- 「あしたのジョー2のテーマ 〜明日への叫び〜」（ジョー山中）

使い始めた当時はCD音源がなく、映画を録画したビデオテープからダビングしたものを使用していたが、週刊プロレス誌上で音源提供を呼びかけたところ、ジョー山中本人からテープがプレゼントされた。

## 出演

### 映画
- 紀雄の部屋（監督 深川栄洋）

### テレビドラマ
- はみだし刑事情熱系パート2 第6話『密告殺人！娘の涙』（1997年11月19日放送、テレビ朝日）

## 著書
- 『私説UWF 中野巽耀自伝』（2020年2月26日、辰巳出版）ISBN 978-4777824267